# 杜召棠
杜召棠（?—?），浙江省紹興府上虞縣人，清朝政治人物、同進士出身。
光緒二十年（1894年），参加光緒甲午科殿試，登進士三甲66名。同年五月，著交吏部掣签分发各省，以知县即用。擔任宝应县知县。